# Austrothaumalea barrydayi
Austrothaumalea barrydayi är en tvåvingeart som beskrevs av Günther Theischinger 1986. Austrothaumalea barrydayi ingår i släktet Austrothaumalea och familjen mätarmyggor. Inga underarter finns listade.